# Człowiek Omega
Człowiek Omega (The Omega Man) – amerykański film science fiction z 1971 roku, w reżyserii Borisa Sagala z Charltonem Hestonem w roli głównej. Adaptacja powieści Richarda Mathesona Jestem legendą.

## Fabuła
Po wybuchu bomby biologicznej ocalała nieliczna grupa ludzi. Jedynym z nich jest lekarz medycyny i naukowiec Robert Neville (Charlton Heston). Rozprzestrzeniającą się epidemię przeżyła także grupa zdeformowanych chorobą ludzi, nazywających się Rodziną. Wirus uwrażliwił ich na światło i uczynił brutalnymi i żądnymi mordu. Członkowie Rodziny obwiniają rozwój techniki i nauki za to, że stali się tacy. Przewodzi im Matthias (Anthony Zerbe), który stawia sobie za cel zabicie Nevilla, jako ostatniego symbolu przeklętej cywilizacji.

## Obsada
- Charlton Heston jako Robert Neville
- Anthony Zerbe jako Matthias
- Paul Koslo jako Dutch
- Rosalind Cash jako Lisa
- Lincoln Kilpatrick jako Zachary
- Eric Laneuville jako Richie
- Jill Giraldi jako mała dziewczynka
- Anna Aries jako kobieta w cmentarnej krypcie
- Brian Tochi jako Tommy
- DeVeren Bookwalter jako członek rodziny
- John Dierkes	jako członek rodziny
- Monika Henreid jako członek rodziny
- Linda Redfearn jako członek rodziny
- Forrest Wood jako członek rodziny